# Rutilotrixa erasmusi
Rutilotrixa erasmusi är en tvåvingeart som beskrevs av Paramonov 1968. Rutilotrixa erasmusi ingår i släktet Rutilotrixa och familjen parasitflugor. Inga underarter finns listade i Catalogue of Life.